# Памятник-обелиск (Мохсоголлох)
Памятник-обелиск, посвященный ветеранам Великой Отечественной войны — памятник в селе посёлке Мохсоголлох, посвящённый участникам Великой Отечественной войны. Является объектом культурного наследия местного (муниципального) значения.

## Общее описание
Расположен по адресу: Республика Саха (Якутия), Хангаласский улус (район), п. Мохсоголлох, ул. Заводская. Памятник был открыт в 1975 году..
Памятник состоит из:
- Обелиск металлический листовой, серебряного цвета, на вершине обелиска — звезда, горельеф солдата в центре обелиска;
- Пьедестал обелиска бетонный;
- Памятные плиты на пьедестале гранитные черного цвета: на одной плите надпись «60 лет Победы над фашистской Германией 1945—2005», две плиты высеченными фамилиями участников ВОВ;
- Постамент бетонный, основание памятника;
- Ограждение памятника металлическое в форме столбов и цепей[1].

## Фото
- Яндекс фото Архивная копия от 6 сентября 2021 на Wayback Machine